# Wrath of the Tyrant
Wrath of the Tyrant es un álbum formado a partir de las grabaciones de una demo lanzada en 1992 por la banda de black metal Emperor. Este tipo de grabación muestra una diferencia radical comparada con otros álbumes, ya que posee casi en su totalidad un sonido propio del death metal. Debido a la pobre producción y mala calidad, muchos encuentran y consideran a este material como aberrante y/o escalofriante, algo que no es nada fuera de lo común en demos de bandas de black metal de esos tiempos, ya que la mayoría poseen la misma mala calidad. Este es el único material en donde Emperor utiliza guitarras de baja afinación: el álbum fue grabado en estándar D, lo cual muestra la influencia de death metal que poseen Ygg's y Samoth's. "My Empire's Doom" cambiaría de título a "Beyond the Great Vast Forest" en el álbum debut de la banda, In the Nightside Eclipse.
En 1998, la grabación original de la demo fue remasterizada y combinada con cuatro pistas más, las cuales están incluidas en el álbum split con Enslaved Hordanes Land del año 1993. El sonido aún conserva una calidad "cruda", tal vez con el fin de mantener la atmósfera "sombría" esperada por muchos conocedores del black metal. Esto fue hecho intencionalmente, como las notas en el folleto del álbum afirmaron, las canciones de "Hordanes Land" fueron mezcladas de nuevo, pero la demo "tiene por naturaleza un sonido muy "cadavérico" y no se hizo nada para modificar ese aspecto". Existen dos versiones de este relanzamiento; la edición de Candlelight Records, la cual muestra la portada de la demo Emperor y cuenta con un video con presentaciones en vivo, mientras que la edición de Century Black muestra la portada de "Wrath of the Tyrant" y cuenta con el mismo material adicional de la edición lanzada por Candlelight.
Como dato curioso, aunque Mortiis fue quien tocó el bajo en Wrath of the Tyrant, la página web oficial de la banda contiene la imagen de un integrante (el mismo de la imagen en el álbum) con el nombre de "tchort wrathcover"; algo discordante ya que Tchort se unió a la banda poco antes de las grabaciones de In The Nightside Eclipse.

## Lista de canciones
Toda la música compuesta por Samoth e Ihsahn. Letras escritas por Mortiis.
Wrath of the Tyrant
1. "Introduction" – 2:20
2. "Ancient Queen" – 3:17
3. "My Empire's Doom" – 4:34
4. "Forgotten Centuries" – 2:51
5. "Night of the Graveless Souls" – 2:56
6. "Moon over Kara-Shehr" – 4:25
7. "Witches Sabbath" – 5:41
8. "Lord of the Storms" – 2:10
9. "Wrath of the Tyrant" – 3:58

Edición de 1998: Emperor EP Pistas 1-4 / Wrath of the Tyrant demo
1. "I am the Black Wizards" – 6:16
2. "Wrath of the Tyrant" – 4:14
3. "Night of the Graveless Souls" – 3:10
4. "Cosmic Keys to my Creations and Times" – 6:20
5. "Introduction" – 2:20
6. "Ancient Queen" – 3:17
7. "My Empire's Doom" – 4:34
8. "Forgotten Centuries" – 2:51
9. "Night of the Graveless Souls" – 2:56
10. "Moon over Kara-Shehr" – 4:25
11. "Witches Sabbath" – 5:41
12. "Lord of the Storms" – 2:10
13. "Wrath of the Tyrant" – 3:58

## Créditos
- Ihsahn – voz, guitarra
- Samoth – batería, voz en "Witches Sabbath"
- Mortiis – bajo